# Elecciones nacionales de México de 1837
Las elecciones nacionales de México de 1837 se llevaron a cabo el 17 de abril de 1837. Estas elecciones se realizaron bajo el recién formado régimen centralista.
- Presidente de la República Jefe de Estado y de Gobierno, electo por el congreso para un periodo de ocho años: 1837-1845, con posibilidad de reelección inmediata. El candidato electo fue Anastasio Bustamante.

## Contexto histórico
Al ser derrocado en 1832, Anastasio Bustamante fue desterrado del país el año siguiente, pero al estallar la guerra de independencia de Texas en 1835, el presidente interino José Justo Corro, quien había sido designado en febrero de 1836, le pidió a Bustamante que regresara para que peleara contra los independentistas texanos, cosa que sucedió en diciembre de ese mismo año, ya terminada la guerra.
Después de que Antonio López de Santa Anna, presidente con licencia, perdiera la batalla de San Jacinto, fue hecho prisionero por los texanos y obligado a firmar el Tratado de Velasco, que ponía fin a la guerra, pero el Congreso destituyó a Santa Anna de la presidencia y no ratificó el tratado de Velasco con el razonamiento de que Santa Anna lo había firmado en calidad de prisionero.

### Resultados
El presidente Corro le traspasa el mando a Anastasio Bustamante, cuando este último fue proclamado Presidente de la República por el Congreso el 17 de abril de 1837.
Bustamante tomaría posesión del cargo dos días después.